# Vermont State House
Das Vermont State House in Montpelier ist der Sitz der Regierung des Bundesstaates Vermont. Mit seiner Blattgoldkuppel vor dem Hintergrund des wechselnden Blätterdaches eines nah gelegenen Parks gilt es bei vielen Touristen als das hübscheste Regierungsgebäude der Vereinigten Staaten.

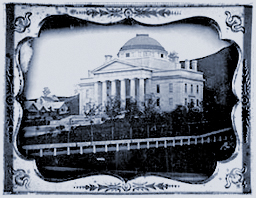
Vermont State Capitol, ca. 1833

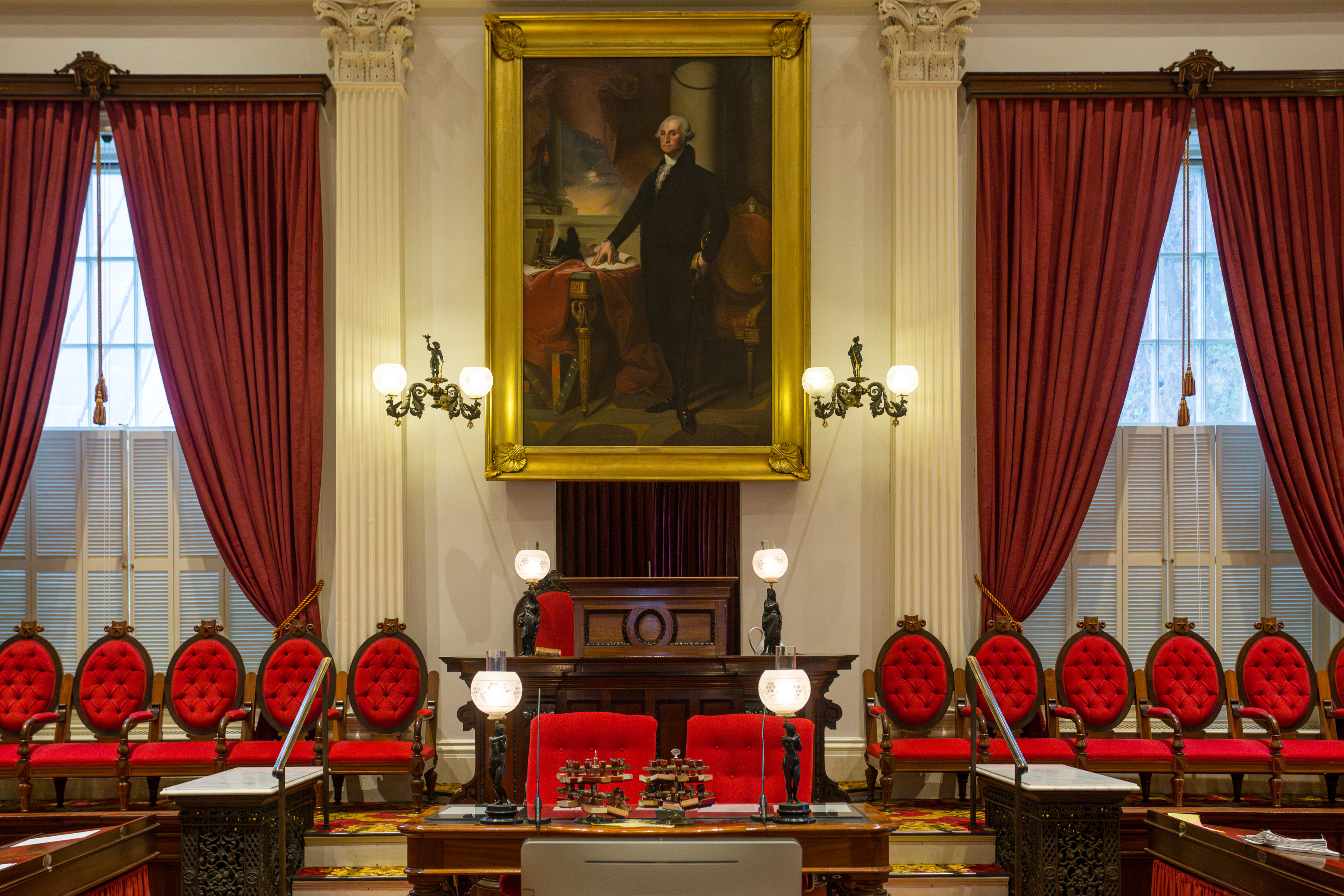
Der Plenarsaal, 2004

Ursprünglich tagten die Abgeordneten Vermonts alternierend nach dem Rotationsprinzip in verschiedenen Städten. 1805 befanden die Deputierten, dass es nun Zeit sei, aufgrund der zentralen Lage der Stadt und des preiswerten Baugrundes mit dem Wandern des Regierungssitzes aufzuhören. So entschieden die Abgeordneten ab sofort in Montpelier zu tagen. Dies wurde unter zwei Bedingungen beschlossen. Erstens, Montpelier musste das Land für das Kapitol zur Verfügung stellen. Zweitens, das State Capitol musste bis September 1808 fertiggestellt werden. Thomas Davis, Sohn des ersten permanenten Siedler von Montpelier, Col. Jacob Davis, stellte das Land zur Verfügung, und das erste Parlamentsgebäude wurde zu einem Preis von 9.000 $ gebaut. Nachdem das erste Parlament langsam zu klein wurde, wurde ein neues gebaut. Das zweite Parlament wurde von Ammi Young entworfen und mit einem Baupreis von 132.000 $ 1838 fertiggestellt. Auch eine Feuersbrunst in einer kalten Januarnacht 1857, die den beeindruckenden Nachfolgebau von 1838 bis auf die Granitmauern und den Portikus zerstörte, konnte die Vermonter nicht davon abhalten, auf deren Basis das heute bestehende Kapitolsgebäude zu errichten. Die neuen Baupläne basierten auf denen von Young, jedoch wurde der Maßstab vergrößert und die Ornamente im zur damaligen Zeit populären Renaissancestil gebaut. Dieses Kapitol wurde innerhalb von zweieinhalb Jahren für 150.000 $ gebaut. Es wurde 1859 fertiggestellt und in den Jahren 1888, 1900 und 1987 ausgebaut.
Der Senatssaal wird nach dem Bekunden vieler Experten als der schönste Innenraum des Staates angesehen.
Im Dezember 1970 erhielt das State House den Status eines National Historic Landmark zuerkannt und wurde als Bauwerk in das National Register of Historic Places aufgenommen.